# Мост в Нарни
«Мост в Нарни» (фр. Le pont de Narni) — картина французского художника Жана Батиста Камиля Коро, созданная в 1826 году. Изображает руины моста Августа в Нарни. На данный момент картина находится в собрании Лувра.
Картина написана в сентябре 1826 с натуры во время поездки художника в Италию. Пейзаж создавался не с целью показа, а для сохранения первого впечатления, которому Коро старался быть верным в своих работах. Она послужила эскизом для будущей более масштабной картины «Вид Нарни», выставлявшейся на Парижском салоне 1827 года. Если «Мост в Нарни» Кеннет Кларк назвал «свободным как лучшие работы Констебля», то более поздняя работа стала более академичной и подвластной принципам классической пейзажной живописи.
В 1821 подобный пейзаж с этим мостом создал учитель Коро Ашил Этна Мишалон, а в 1826 — его друг Эрнст Фрайз. Нарни — большой город в сельской местности к северу от Рима; при написании картины Коро руководствовался наставлением своего учителя о том, что пейзаж, вид сельской местности, «должен быть красочным и прекрасно выполненным».